# Since you have gone
Since you have gone is een single van Sandra Reemer.
Reemer was namens Nederland afgevaardigd naar het Songfestival van Knokke van 1968. Zij was daar samen met Lou van Rees, Fleur Colombe, Ben Cramer, Franky Franken en Sara Teixeira. Eveneens aanwezig was couturier Henk Welchers. Sandra zong Since you have gone van Hans van Hemert, maar wist niet te winnen (België won).
De B-kant Won't be long was een cover van J. Leslie McFarlands lied uit 1960 populair gemaakt door Aretha Franklin. In 2010 nam een andere Nederlandse zangeres het nummer ook op: Ricky Koole.
Het werd geen hit. Opmerkelijk aan het plaatje is dat het verscheen nadat ze in maart 1968 als onderdeel van Sandra en Andres een bescheiden hit had gehad met Storybook children.
Sandra Reemer

Al di là · Stille nacht, heilige nacht · 'k Zweef aan m'n ballonnetje · Gloria, gloria · Sluimer zacht · Singapura · Hoe leit dit kindeke · Mijn gitaar · Kopi susu · Als jij maar wacht · Een bos rozen · Heimwee · Mijn concert · Teddy song · Jij vergeet · Since you have gone · (I've got) A love like a rainbow · Simon Zealotes · Love me, honey · The party's over · Trust in me · This is your heartbeat · How little we know · Colorado · Nothing's gonna change · It hurts to be in love · America here I come · Indonesia · Get it on · Rien ne va plus · Fly like an angel · Gold · All out of love · Sleep with me tonight · Laughter in the rain · Goodnight, sweetheart, goodnight · Smoke gets in your eyes · La colegiala · For your love · He was the one · Love is cruel · Domenica · The last goodbye · Mensen zoals jij · Kom naar me toe · Alles wat ik wil · Een boom voor het leven · De mooiste droom is vogelvrij
Sandra en Andres

Storybook children · Somethin' in my heart · For the first time in my life · Reach for the moon · Let us pray together · Love is all around · Those words · Que je t'aime · Mary Madonna · Als het om de liefde gaat · Mama mia · Auntie · Aime-moi · Dzjing boem! · True love · You believed · Oh, nous sommes très amoureux
Dutch Divas

Work that body · From New York to L.A.